# Fernando Gonzalez (lutador)
Fernando Gonzalez (Escondido, 15 de setembro de 1983) é um lutador estadunidense de artes marciais mistas que atualmente no Peso Meio Médio do Bellator MMA. Competidor profissional desde 2003, Gonzalez também já competiu pelo WEC, King of the Cage e Strikeforce. Gonzalez também fez sucesso como competidor de Muay Thai, Gonzalez é Campeão Peso Cruzado Nacional de Muay Thai da WBC.

## Background
Nascido em Escondido, California, Gonzalez começou no boxe aos cinco anos. Durante o ensino médio, Gonzalez competiu no futebol americano e começou a treinar artes marciais mistas após se formar aos 19.

## Carreira no MMA

### Começo da carreira: WEC
Gonzalez fez sua estréia no MMA e no WEC contra Mike Castillo em 17 de Outubro de 2003 no WEC 8. Ele venceu por nocaute técnico no primeiro round.
Após chegar a 7–3 nas dez lutas seguintes, Gonzalez retornou a promoção quando ele enfrentou Jimmy Dexter no WEC 20, derrotando-o por finalização com um mata leão.
Ele em seguida enfrentou Alex Stiebling no WEC 23 em 17 de Agosto de 2006. Ele venceu a luta por nocaute técnico devido a uma interrupção médica no primeiro round.
Gonzalez enfrentou Brendan Seguin no WEC 25 em 20 de Janeiro de 2007. Ele perdeu a luta por decisão unânime.
Na que seria sua última luta pela organização, Gonzalez enfrentou Hiromitsu Miura no WEC 29 em 5 de Agosto de 2007. Ele perdeu a luta por finalização deivdo a socos no segundo round.

### Strikeforce
Gonzalez fez sua estréia no Strikeforce no Strikeforce: Melendez vs. Masvidal em 17 de Dezembro de 2011. Ele enfrentou Eddie Mendez e perdeu por decisão dividida.

### Bellator MMA
Gonzalez fez sua estréia no Bellator em 25 de Julho de 2014 quando enfrentou o vencedor do Torneio de Meio Médios da 6ª Temporada Karl Amoussou no Bellator 122. Apesar de chegar como zebra, Gonzalez surpreendeu a todos, vencendo por decisão unânime.
Em sua segunda aparição pelo Bellator, Gonzalez era esperado para enfrentar Justin Baesman no Bellator 127 em 3 de Outubro de 2014. No entanto, o oponente de Karo Parisyan, Marius Žaromskis, foi removido de sua luta que aconteceria no mesmo card, então Gonzalez entrou em seu lugar. Ele venceu a luta por nocaute técnico no primeiro round. Em seu teste antidoping pós-luta, Gonzalez testou positivo para Tetraidrocanabinol (THC). Como resultado, Gonzalez foi suspenso por 30 dias no estado da Califórnia pela CSAC e multado em $315.
Gonzalez enfrentou Marius Žaromskis no Bellator 132 em 16 de Janeiro de 2015. Ele venceu a luta por decisão unânime.
Gonzalez em seguida enfrentou Curtis Millender no Bellator 137 em 15 de Maio de 2015. Ele venceu a luta por finalização no terceiro round, transformando seu cartel no Bellator em 4-0.

## Vida Pessoal
Gonzalez e sua esposa tem um filho.

## Cartel no MMA
| Cartel no MMA   |             |             |
| 37 lutas        | 24 vitórias | 13 derrotas |
| Por nocaute     | 9           | 2           |
| Por finalização | 7           | 5           |
| Por decisão     | 8           | 6           |

| Res.    | Cartel | Oponente           | Método                   | Evento                             | Data       | Round | Tempo | Local                     | Notas                                            |
| ------- | ------ | ------------------ | ------------------------ | ---------------------------------- | ---------- | ----- | ----- | ------------------------- | ------------------------------------------------ |
| Vitória | 24–13  | Curtis Millender   | Finalização (guilhotina) | Bellator 137                       | 15/05/2015 | 3     | 1:14  | Temecula, California      |                                                  |
| Vitória | 23–13  | Marius Žaromskis   | Decisão (unânime)        | Bellator 132                       | 16/01/2015 | 3     | 5:00  | Temecula, California      |                                                  |
| Vitória | 22–13  | Karo Parisyan      | TKO (socos)              | Bellator 127                       | 03/10/2014 | 1     | 1:43  | Temecula, California      | Peso Casado (173 lbs); Testou positivo para THC. |
| Vitória | 21–13  | Karl Amoussou      | Decisão (unânime)        | Bellator 122                       | 25/07/2014 | 3     | 5:00  | Temecula, California      |                                                  |
| Derrota | 20–13  | David Mitchell     | TKO (socos)              | WFC 8: Avila vs. Berkovic          | 15/02/2014 | 3     | 1:45  | Sacramento, California    |                                                  |
| Derrota | 20–12  | Max Griffin        | Decisão (dividida)       | WFC 7: Griffin vs. Gonzalez        | 16/11/2013 | 5     | 5:00  | Sacramento, California    | Pelo Título Peso Médio Interino do WCFC.         |
| Vitória | 20–11  | Kenny Ento         | Decisão (unânime)        | Gladiator Challenge: Showdown      | 25/05/2013 | 3     | 5:00  | Woodlake, California      |                                                  |
| Vitória | 19–11  | Lucas Gamaza       | Decisão (unânime)        | Red Canvas: Art of Submission 3    | 27/10/2012 | 3     | 5:00  | Stockton, California      |                                                  |
| Vitória | 18–11  | Theodore Whitfield | TKO (socos)              | Gladiator Challenge                | 29/09/2012 | 1     | 1:02  | San Diego, California     |                                                  |
| Derrota | 17–11  | Eddie Mendez       | Decisão (dividida)       | Strikeforce: Melendez vs. Masvidal | 17/12/2011 | 3     | 5:00  | San Diego, California     |                                                  |
| Derrota | 17–10  | Joe Williams       | Decision (dividida)      | Respect in the Cage                | 04/06/2011 | 5     | 5:00  | Pomona, California        | Pelo Título Peso Médio do RITC.                  |
| Derrota | 17–9   | Brent Cooper       | Decisão (unânime)        | Respect in the Cage                | 23/04/2011 | 3     | 5:00  | Pomona, California        |                                                  |
| Vitória | 17–8   | Nick Zarate        | TKO (socos)              | Gladiator Challenge: Never Quit    | 08/11/2009 | 1     | 0:47  | San Jacinto, California   |                                                  |
| Vitória | 16–8   | Frank Avant        | Finalização (mata leão)  | Gladiator Challenge: High Impact   | 23/07/2009 | 1     | 0:21  | Pauma Valley, California  |                                                  |
| Derrota | 15–8   | Tony Lopez         | Finalização (mata leão)  | KOTC: Storm                        | 16/05/2009 | 5     | 1:48  | Lake Elsinore, California | Pelo Título Meio Pesado do KOTC.                 |
| Vitória | 15–7   | Larry Mays         | TKO (cotoveladas)        | Gladiator Challenge: Venom         | 23/04/2009 | 1     | 1:53  | Pauma Valley, California  |                                                  |
| Derrota | 14–7   | Tony Lopez         | Finalização (mata leão)  | KOTC: Misconduct                   | 16/10/2008 | 2     | 1:37  | Highland, California      | Pelo Título Meio Pesado do KOTC.                 |
| Vitória | 14–6   | Hector Urbina      | Finalização (guilhotina) | KOTC: Fight Nite @ The Shrine      | 19/04/2008 | 1     | 2:10  | Los Angeles, California   |                                                  |
| Derrota | 13–6   | Jay Martinez       | TKO (punches)            | MMA Xtreme 15                      | 16/11/2007 | 2     | 3:11  | Cidade do México          |                                                  |
| Derrota | 13–5   | Hiromitsu Miura    | Finalização (socos)      | WEC 29                             | 05/08/2007 | 2     | 3:35  | Las Vegas, Nevada         |                                                  |
| Vitória | 13–4   | Joe Atoe           | TKO (socos)              | MMA Xtreme 12                      | 30/06/2007 | 1     | 2:31  | Mexicali                  |                                                  |
| Vitória | 12–4   | Jay Carter         | Decisão (unânime)        | X-1: Extreme Fighting 2            | 17/03/2007 | 3     | 3:00  | Honolulu, Hawaii          |                                                  |
| Derrota | 11–4   | Brendan Seguin     | Decisão (unânime)        | WEC 25                             | 20/01/2007 | 3     | 5:00  | Las Vegas, Nevada         |                                                  |
| Vitória | 11–3   | Umar Luv           | Finalização (lesão)      | KOTC: Destroyer                    | 01/12/2006 | 2     | 0:28  | San Jacinto, California   |                                                  |
| Vitória | 10–3   | Alex Stiebling     | TKO (inter. médica)      | WEC 23                             | 17/08/2006 | 1     | 2:35  | Lemoore, California       |                                                  |
| Vitória | 9–3    | Jimmy Dexter       | Finalização (mata leão)  | WEC 20                             | 05/05/2006 | 1     | 4:09  | Lemoore, California       |                                                  |
| Derrota | 8–3    | Danny Higgins      | Finalização (mata leão)  | Extreme Wars 2: X-1                | 18/03/2006 | 2     | N/A   | Honolulu, Hawaii          |                                                  |
| Vitória | 8–2    | Ray Lizama         | Decisão (unânime)        | KOTC 63: Final Conflict            | 02/12/2005 | 2     | 5:00  | San Jacinto, California   |                                                  |
| Vitória | 7–2    | Aaron Torres       | Finalização (socos)      | KOTC 58: Prime Time                | 05/08/2005 | 1     | 1:33  | San Jacinto, California   |                                                  |
| Vitória | 6–2    | Sidney Silva       | Decisão (unânime)        | Extreme Wars: X-1                  | 02/07/2005 | 3     | 5:00  | Honolulu, Hawaii          |                                                  |
| Derrota | 5–2    | Miguel Gutierrez   | Finalização (armlock)    | KOTC: Mortal Sins                  | 07/05/2005 | 1     | 1:42  | Primm, Nevada             |                                                  |
| Vitória | 5–1    | Reggie Orr         | Decisão (majoritária)    | KOTC 49: Soboba                    | 20/03/2005 | 2     | 5:00  | San Jacinto, California   |                                                  |
| Vitória | 4–1    | Reggie Orr         | Finalização (lesão)      | KOTC 44: Revenge                   | 14/11/2004 | 2     | 2:38  | San Jacinto, California   |                                                  |
| Vitória | 3–1    | Travis Goodman     | KO (soco)                | KOTC 41: Relentless                | 24/09/2004 | 1     | 0:25  | San Jacinto, California   |                                                  |
| Vitória | 2–1    | Scott Sepulveda    | TKO (socos)              | KOTC 39: Hitmaster                 | 06/08/2004 | 1     | 3:28  | San Jacinto, California   |                                                  |
| Derrota | 1–1    | Eric Escobedo      | Decisão                  | Pit Fighting Championship          | 07/02/2004 | 3     | 5:00  | California                |                                                  |
| Vitória | 1–0    | Mike Castillo      | TKO (socos)              | WEC 8                              | 17/10/2003 | 1     | 1:27  | Lemoore, California       |                                                  |